# 31.º Troféu HQ Mix
O 31º Troféu HQ Mix foi um evento organizado pela ACB e pelo IMAG com o propósito de premiar as melhores publicações brasileiras de quadrinhos de 2018 em diferentes categorias.
A premiação foi baseada em votação realizada entre mais de 2 mil desenhistas, roteiristas, professores, editores, pesquisadores e jornalistas ligado à área de quadrinhos no Brasil. O design do troféu (que homenageia um autor diferente a cada ano) representou o personagen Nhô Quim, de Angelo Agostini, fazendo homenagem aos 150 anos da publicação do primeiro quadrinho brasileiro (uma aventura deste personagem). O troféu foi confeccionado no processo 3D pelo artista plástico Itamar Braga, com a reprodução do artista Wilson Iguti.
O processo de inscrição ocorreu de 24 de janeiro a 11 de março. Artistas, editores e autores puderam inscrever obras (além de eventos e exposições, que possuem categorias específicas) que foram lançadas durante 2018. A inscrição, realizada através do site oficial do prêmio, custava 15 reais por cada título, dando direito a inscrevê-lo em até duas categorias, incluindo as relacionadas aos autores (diferentemente do ano anterior, quando a inscrição da obra já gerava a inclusão automática, sem custos extras, dos respectivos autores). Categorias extras poderiam ser selecionadas mediante o pagamento de 15 reais a cada duas novas categorias de uma mesma obra. Além do pagamento, ainda havia a obrigatoriedade de enviar um arquivo PDF da obra, sendo que a categoria "melhor projeto editorial" também exigia o envio de um exemplar impresso para avaliação dos jurados.
Os indicados da primeira fase foram divulgados no dia 19 de julho no blog oficial do Troféu HQ Mix, tendo sido escolhidos pela comissão julgadora, composta por Audaci Junior, Carlos Neto, Daniela Baptista, Marcelo Naranjo, Michelle Ramos, Nobu Chinen, Silvio Alexandre e Telio Navega. A votação da segunda fase (pela internet, com a participação de mais de 2.000 profissionais da área) começou no final de julho e teve seus resultados divulgados em 9 de setembro. A comissão julgadora também foi responsável pela escolha dos vencedores das categorias sem votação aberta (incluindo a categoria "melhor projeto gráfico", que voltou a ser premiada após ter sido extinta em 2009). As categorias acadêmicas tiveram comissão julgadora própria.
A cerimônia de entrega de troféus foi realizada no dia 15 de setembro de 2019 na Comedoria do SESC Pompeia, em São Paulo, com apresentação de Serginho Groisman. Antes da entrega dos troféus, houve uma intervenção do grupo teatral Prana Teatro e apresentação musical do DJ MZK.

## Prêmios
| Categoria                              | Vencedor(es) | Outros indicados |
| -------------------------------------- | --- | --- |
| Adaptação para os quadrinhos           | A Revolução dos Bichos Odyr / editora Quadrinhos na Cia | - Ânsia Eterna - Beowulf - Conto de Areia - Drácula - O anel de Nibelungo - O Idiota - O Relatório de Brodeck - Paraíso Perdido - The Beatles: Yellow submarine |
| Arte-finalista nacional                | Wagner Willian O Martírio de Joana Dark Side | - Bruno Brunelli (Pontos Ilustrados) - Chairim Arrais (RED +18) - Denis Mello (Teocrasília) - Emerson Rodrigues (Cidade Buraco) - Luiza Nasser (Lume) - Marcio R. Gotland (Greg) - Rodrigo de Freitas (ELO) - Verônica Saiki (Crianças) - Wal Souza (A Lenda de Bóia) |
| Colorista nacional                     | Mariane Gusmão Desafiadores do Destino | - Caio Yo (O Segredo de Baba Ganush) - Daniel Semanas (Roly Poly) - Marcel Bartholo (O Santo Sangue) - Marcela Mannheimer (7 Vidas) - Michel Ramalho (Légume do Lado Avesso) - Rafael Torres (Melina) - Raphael Salimena (Vagabundos do Espaço) - Rodrigo de Freitas (Elo) - Yoshi Itice (Eventos Semiapocalípticos: Gilmar) |
| Desenhista nacional                    | Marcelo Lélis Anuí | - Alcimar Frazão (Cadafalso) - André Diniz (O Idiota) - Brão (Vermillion) - Camila Torrano - Danilo Beyruth - Julio Shimamoto - Odyr (A Revolução dos Bichos) - Raphael Salimena (Vagabundos no Espaço) - Thiago Souto (Por Muito Tempo Tentei me Convencer de que Te Amava) - Wagner Willian (O Martírio de Joana Dark Side) - Wesley Rodrigues (Imaginário Coletivo)                                                                                            |
| Destaque internacional                 | Marcelo D'Salete Cumbe | - Carolina, de Sirlene Barbosa e João Pinheiro - Huck, de Rafael Albuquerque (arte) - Luzes de Niterói, de Marcello Quintanilha - Roly Poly: a História de Phanta, de Daniel Semanas - Superman, de Ivan Reis (arte) |
| Dissertação de Mestrado                | Batman e o Surrealismo: uma Investigação das Estratégias Poéticas Surrealistas Dentro do Asilo Arkham Valter do Carmo Moreira / Universidade Estadual de Londrina                                   | Eleito pela comissão e pelo júri especial |
| Edição especial estrangeira            | Mort Cinder Héctor Germán Oesterheld e Alberto Breccia / editora Figura | - A Terra dos Filhos - Ayako - Black Dog: os Sonhos de Paul Nash - Cinco Mil Quilômetros por Segundo - Fugir: o Relato de um Refém - Fun Home: uma Tragicomédia em Família - O Relatório de Brodeck - Um Pedaço de Madeira e Aço - Uma Irmã |
| Edição especial nacional               | Jeremias: Pele Rafael Calça e Jefferson Costa / editora Panini | - Cadafalso - Imaginário Coletivo - O Outro Lado da Bola - O Santo Sangue - O Vazio que nos Completa - Por Muito Tempo Tentei me Convencer de que Te Amava - Romaria - Samurai Shirô - Todos os Santos |
| Editora do ano                         | Pipoca & Nanquim | - DarkSide - Devir - Draco - JBC - Mino - Panini - Quadrinhos na Cia - SESI-SP Editora - Todavia - Veneta |
| Evento                                 | Comic Con Experience São Paulo | - 34.º Prêmio Angelo Agostini - 5ª edição do Dia do Quadrinho Nacional Biblioteca Zink - Biblioteca/Gibiteca Municipal Profª Max Zendron - Bienal de Quadrinhos de Curitiba - Dia do Quadrinho Nacional em São Gonçalo/RJ - Duelo HQ - Fanzinada - Dia Nacional do Fanzine - Feirão das HQs - Fórum GB! Representação da Cultura Indígena e HQ Guaiamum - Prêmio Claudio Seto - Santos Criativa: Festival Geek - SIQ – Semana Internacional de Quadrinhos da UFRJ |
| Exposição                              | Quadrinhos Museu da Imagem e do Som de São Paulo | - Castanha do Pará - Gidalti Jr. - Cidade de Sangue - Cidade Nanquim - Eloar Guazzelli - Cumbe a Angola Janga - Marcelo D'Salete - Fachadas - Rafael Sica - Música para Antropomorphos - Olhar a Cidade - Sonhar Curitiba - Thorvand em Quadrinhos: Mostra dos Originais |
| Grande contribuição                    | "Gibizão" da Turma da Mônica (Guinness World Records para a maior revista em quadrinhos publicada) editoras Panini e MSP                                                                            | Eleito pela comissão e pelo júri especial |
| Grande contribuição                    | Coleção Grande Encontro Turma da Monica & Liga da Justiça editoras Panini, MSP e DC Comics | Eleito pela comissão e pelo júri especial |
| Grande homenagem                       | Aline Lemos, pelo livro Artistas Brasileiras | Eleito pela comissão e pelo júri especial |
| Grande homenagem                       | Edra, pelo livro Ao Mestre com Carinho: Ziraldo 85 no Traço de 85 Talentosos Cartunistas | Eleito pela comissão e pelo júri especial |
| Grande mestre                          | Carlos Edgard Herrero | Eleito pela comissão e pelo júri especial |
| Livro teórico                          | Tradução de Histórias em Quadrinhos Carol Pimentel / editora Transitiva | - Curso Quadrinhos em Sala de Aula - História das Histórias em Quadrinhos no Ceará - Mangá, Animês e Psicologia 2 - Os Novos Homens no Amanhã: Projetos e Disputas em Torno dos Quadrinhos na América Latina (Brasil e Chile – Anos 1960-1970) - Piracartum - Quadrinhos & Educação Vol. 4 - Quadro a Quadro - Super-Homem e o Romantismo de Aço - Tex |
| Novo talento (desenhista)              | Melissa Garabeli Saudade | - Aline de Castro Lemos (Artistas Brasileiras) - Ana Cardoso - Chairim Arrais - Clayton Junior - Daniel Semanas - Jéssica Groke (Me Leve Quando Sair) - Rafael Torres (Melina) - Renata Nolasco (Só Ana) - Ryan Smallman (Busker) - Tito Camello (Blue Jay Samurai) - Verônica Berta (Ânsia Eterna) |
| Novo talento (roteirista)              | Jéssica Groke Me Leve Quando Sair | - André Turtelli Poles (Máquinas não Choram) - Celio Cecare (Garotos do Reservatório) - Edson Bortolotte (Maré) - Gustavo Tertoleone (Nobre Lobo) - Hugo Aguiar - Márcio Jr. (Cidade de Sangue) - Rainer Petter (Quem Matou o Caixeta?) - Robson Cavalcante (Carne e Osso) - Wesley Rodrigues (Imaginário Coletivo) |
| Produção para outras linguagens        | Em Foco: Salão Internacional de Humor de Piracicaba Documentário | - Fanzine Tchê: 30 Anos de Resistência - Jogo do Eclesiástico: Fuga do Pesadelo - Linha de Colecionáveis DC Comics por Ivan Reis - O Evangelho Segundo Tauba e Primal |
| Projeto editorial                      | A Arte de Charlie Chan Hock Chye Sonny Liew / editora Pipoca & Nanquim | Eleito pela comissão e pelo júri especial |
| Projeto gráfico                        | Box Noites de Trevas: Metal x Sepultura editora Panini | Eleito pela comissão e pelo júri especial |
| Publicação de aventura/terror/fantasia | Samurai Shirô Danilo Beyruth / editora DarkSide | - O Corvo - Beowulf - Delirium Tremens - Gideon Falls - Imaginário Coletivo - Neurocomic: a Caverna Das Memórias - O Anel de Nibelungo - Sem Volta - Uzumaki |
| Publicação de clássico                 | Akira 2 Katsuhiro Otomo / editora JBC | - Blood: uma História de Sangue - Cinco por Infinito, de Esteban Maroto - Como uma Luva de Veludo Moldada em Ferro - História de Monsieur Cryptogame, de Rodolphe Töpffer - Monsieur TricTrac - Mort Cinder - O Corvo - Tekkonkinkreet de Taiyō Matsumoto - Uzumaki de Junji Ito |
| Publicação de humor                    | Agente Sommos e o Beliscão Atômico Flávio Luiz Nogueira / editora Papel A2 Texto & Arte | - (Nem) Todo Problema Tem Solução - Até Aqui Tudo Bem - Cara Unicórnio 1 - Desenhados um Para o Outro - Enxaqueca - Hell No!: os Diabos Estão Soltos - Leo - Mar Menino - Vagabundos do Espaço |
| Publicação de tira                     | Will Tirando nº2 Will Leite / independente | - (Nem) Todo Problema Tem Solução - Devaneios: a Estrada Até Aqui - Laura e Dino - Mar Menino - Maternidade Sincera - Messias e Messias - Sofia e Otto - Tê Rex: Spoilerfobia - Tiras Não! Vol.3 |
| Publicação em minissérie               | Greg: o Contador de Histórias Marcio R. Gotland / editora Náutilo HQ | - Face Oculta - Império Secreto - Inspetor Akane Tsunemori: Psycho Pass - Memories - Providence - Wander: Puberdade Ainda que Tardia - X-Men Inferno - Your Name |
| Publicação independente de autor       | Histórias Tristes e Piadas Ruins Laura Athayde | - Asilo (Majory Yokomizo) - Durma Bem, Monstro (Alexandre Lourenço) - Enxaqueca (Felipe Parucci) - Máquinas Não Choram (André Turtelli e Renato Quirino) - Naruna (Mayara Lista) - Os Últimos Dias do Xerife (Thiago Ossostortos) - Pequena Green (Bruno Guma) - Raiz (Dudu Torres) - Vermillion |
| Publicação independente de grupo       | Orixás - Renascimento Alex Mir, Germana Viana, Laudo Ferreira e Omar Viñole | - Hoje Eu Durmo Cedo - Mizera - Quad 4 - Quadrinhos que Podem Desgraçar sua Vida (ou Não) - Revista Japy - Revista Pé de Cabra - Revista Refluxo - Série Postal 2018 - Zémurai Malassombros da Terra do Sol |
| Publicação independente edição única   | Os Últimos Dias do Xerife Thiago Ossostortos | - Durma Bem, Monstro (Alexandre Lourenço) - Káros (Gabriel Calfa e Erik Souza) - Maré (Edson Bortollote) - Melina (Rafael Torres) - Naruna (Mayara Lista) - Pequena Green (Bruno Guma) - Saudade (Phellip William e Melissa Garabeli) - Últimos Deuses - Vermillion (BRAO) |
| Publicação infantil                    | Os Diários de Amora Aurélie Neyret e Joris Chamblain / editora Nemo | - A Sociedade Secreta de Heróis: Sala de Estudos da Justiça - Clássicos do Cinema 61: Cascão Porker - Crianças - Duas Vidas Giramundo - Inventices - Meninos e Dragões - Selvagem - Sunny: o Lado Bom da Vida - The End |
| Publicação juvenil                     | Jeremias: Pele Rafael Calça e Jefferson Costa / editora Panini | - Dias Gigantes - Lumberjanes: um Plano Terrível - Neurocomic: a Caverna das Memórias - Os Vampiros - Paper Girls - Um Pedaço de Madeira e Aço - Uma Dobra no Tempo - Up and Ahead - Verões Felizes 3 |
| Publicação mix                         | Gibi de Menininha vários autores / editora Zarabatana | - Antologia HQ: Quadrinhos para Sala de Aula - Classicos Revisitados Vol 5 - Delirium Tremens de Edgar Allan Poe - Periferia Cyberpunk - Quadrinhos que Podem Desgraçar sua Vida (ou Não) - Revista Pé de Cabra - Revista Refluxo - Revista Sinistra - Teatro do Pavor |
| Roteirista nacional                    | Laudo Ferreira O Santo Sangue | - Alcimar Frazão - Danilo Beyruth (Samurai Shirô) - Eric Peleias (Últimos Deuses) - Felipe Castilho (Desafiadores do Destino) - José Aguiar (Malu) - Marcelo Lélis (Anuí) - Raphael Salimena - Thiago Ossostortos (Os Últimos Dias do Xerife) - Wagner Willian (O Martírio de Joana Dark Side) |
| Tese de Doutorado                      | A Escola no Túnel do Tempo: Imaginários Sociodiscursivos e Efeitos de Sentido em Charges Contemporâneas Sobre a Educação e Ontem e de Hoje Eveline Coelho Cardoso / Universidade Federal Fluminense | Eleito pela comissão e pelo júri especial |
| Trabalho de conclusão de curso         | Webcomics dos Átomos aos Bits Cicero Henrique da Cruz Sampaio / Universidade Regional do Cariri | Eleito pela comissão e pelo júri especial |
| Web quadrinhos                         | Bendita Cura Mário César | - A Todo Vapor - Ciça Menina Saci - Crisálida - Hell No! - Inteligível - Malu: Cotidiano Alterado - O Mundo de Yang: Rumo ao Sul - Teocrasília - Valkíria: Guerra Fria |
| Web tira                               | Will Tirando Will Leite | - A Vida com Logan - Aliens of Camila - Corenstein - Devaneios - Medo do Escuro - Quadradinhas - Tê Rex - Téo & o Mini Mundo - Zoeirices |